# 松原英輝
松原 英輝（まつばら ひでき、1977年1月24日 - ）は、大阪府出身のサッカー指導者。

## 来歴
大阪教育大学大学院を卒業後、コーチライセンスを取得するため、27歳の時にフランスのクレールフォンテーヌ国立研究所に単身で留学。深夜の卸売市場や通訳のアルバイトしながら生計を立て、5年越しで欧州サッカー連盟（UEFA）のA級ライセンスを取得した。
帰国後はJFAアカデミー福島で監督を2年、JFAアカデミー熊本宇城でコーチを3年務めた。また、2012年には吉武博文が監督を務めるU-16日本代表候補のトレーニングキャンプにコーチとして参加した。
2015年、フランスでのコーチ留学経験を買われ、エリク・モンバエルツが新たに監督に就任した横浜F・マリノスの通訳に就任。2016年からはアシスタントコーチ（2017年はコーチ）を兼任した。

## 指導歴
- 2000年 - 2004年 大阪教育大学サッカー部 コーチ
- 2003年 - 2004年  関西学生選抜チーム コーチ
- 2005年 - 2006年  FC Talent U-15 監督
- 2007年 - 2008年  A.C.Boulogne Billancourt U-15 コーチ
- 2008年 - 2009年  Dijon Football Côte-d'Or U-15 コーチ
- 2010年 - 2013年  JFAアカデミー福島
  - 2010年 - 2011年 U-13 監督
  - 2011年 - 2012年 U-14 監督
  - 2012年 - 2013年 U-15 監督
- 2013年 - 2015年  JFAアカデミー熊本宇城 コーチ
- 2015年 - 2017年  横浜F・マリノス
  - 2015年 通訳
  - 2016年 通訳兼アシスタントコーチ
  - 2017年 コーチ兼通訳